# Кубахове
Куба́хове —  село в Україні, у Кролевецькій міській громаді Конотопського району Сумської області. Населення становить 7 осіб. До 2020 орган місцевого самоврядування — Мутинська сільська рада.

## Населення

### Мова
Розподіл населення за рідною мовою за даними :
| Мова       | Кількість | Відсоток |
| ---------- | --------- | -------- |
| українська | 7         | 100%     |

## Назва
Кубах це ямка (лунка) для садіння городньої культури (діалектне). Або це викопане коріння рослини, дерева разом із землею (рідковживане).

## Символіка
На гербі зображена лопата і викопана ямка для садіння (герб є промовистим). По боках лопати зображені чотирикутники, які своїм зміщенням нагадують кубики-рубики (також посилання на назву населеного пункту).

## Географія
Село Кубахове знаходиться на відстані 8 км від міста Кролевець на дорозі Т 1907. На відстані 1 км розташовані села Кащенкове, Отрохове і Жабкине. До села примикає лісовий масив - урочище Решетникове.

## Історія
12 червня 2020 року, відповідно до розпорядження Кабінету Міністрів України № 723-р «Про визначення адміністративних центрів та затвердження територій територіальних громад Сумської області», село увійшло до складу Кролевецької міської громади.
19 липня 2020 року, в результаті адміністративно-територіальної реформи та ліквідації Кролевецького району, увійшло до складу новоутвореного Конотопського району.